# Nikolái Guliáyev (patinador)
Nikolái Alexéyevich Guliáyev –en ruso, Николай Алексеевич Гуляев– (Vólogda, URSS, 1 de enero de 1966) es un deportista soviético que compitió en patinaje de velocidad sobre hielo. 
Participó en dos Juegos Olímpicos de Invierno, obteniendo una medalla de oro en Calgary 1988, en la prueba de 1000 m, y el séptimo lugar en Albertville 1992, en 1500 m.
Ganó una medalla de oro en el Campeonato Mundial de Patinaje de Velocidad sobre Hielo de 1987 y una medalla de oro en el Campeonato Europeo de Patinaje de Velocidad sobre Hielo de 1987.

## Palmarés internacional
| Juegos Olímpicos   | Juegos Olímpicos          | Juegos Olímpicos | Juegos Olímpicos      |
| Año                | Lugar                     | Medalla          | Prueba                |
| ------------------ | ------------------------- | ---------------- | --------------------- |
| 1988               | Calgary (Canadá)          | Medalla de oro   | 1000 m                |
| Campeonato Mundial |                           |                  |                       |
| Año                | Lugar                     | Medalla          | Prueba                |
| 1987               | Heerenveen (Países Bajos) | Medalla de oro   | Clasificación general |
| Campeonato Europeo |                           |                  |                       |
| Año                | Lugar                     | Medalla          | Prueba                |
| 1987               | Trondheim (Noruega)       | Medalla de oro   | Clasificación general |